# Локатир Іван Петрович
Іван Петрович Локатир (нар. 9 березня 1975) — український футболіст, що грав на позиції воротаря. Відомий за виступами у складі команди другої ліги «Нафтовик» з Долини, за яку зіграв 280 матчів у професійній лізі, та команди першої ліги «Прикарпаття» з Івано-Франківська.

## Клубна кар'єра
Іван Локатир розпочав виступи на футбольних полях у складі команди перехідної ліги «Медик» з Моршина у 1993 році, проте зіграв у її складі лише 4 матчі, та покинув клуб. У 1994 році футболіст перейшов до складу аматорської команди «Нафтовик» з Долини, яка з початку сезону 1997—1998 років розпочала виступи в другій лізі. У складі долинської команди Локатир швидко став основним воротарем, грав у її складі до кінця 2007 року, та провів у складі долинської команди 280 матчів у чемпіонаті України. На початку 2008 року воротар перейшов до складу команди першої ліги «Прикарпаття» з Івано-Франківська. На початку виступів за івано-франківську команду Локатир відрізнявся високою надійністю та впевненістю, проте пізніше гра команди погіршилась, і за підсумками сезону 2010—2011 років «Прикарпаття» вибуло до другої ліги. Іван Локатир грав у складі івано-франківської команди до кінця 2011 року, загалом зіграв у її складі 84 матчі чемпіонату. З початку 2012 до 2014 року Локатир грав у складі аматорського долинського «Нафтовика», а в 2014—2015 роках грав у складі команди «Оболонь» (Брошнів). У 2016 році футболіст знову грав у складі долинської команди, пізніше повернувся до команди з Брошнева. З 2019 року Іван Локатир зосередився на виступах за ветеранські команди.